# کینگستون پارک، استرالیای جنوبی
کینگستون پارک (به انگلیسی: Kingston Park) یک حومه شهر در استرالیا است که در استرالیای جنوبی واقع شده‌است.